# ITC Avant Garde
Avant Garde è una famiglia di caratteri tipografici sans serif creati a partire dal 1970 da Herb Lubalin e Tom Carnase.

## Storia
Inizialmente nato come logotipo della rivista Avant Garde, magazine specializzato nella diffusione del grafica, Lubalin e il suo socio Carnase trasformano il concetto del logo in un vero e proprio carattere tipografico, dando così luce a uno dei più apprezzati caratteri della storia. Negli anni successivi furono sviluppate anche le declinazioni: il condensato per opera di Ed Benguiat nel 1974, mentre gli obliqui sono stati progettati da André Gürtler, Erich Gschwind e Christian Mengelt nel 1977.
Tra le caratteristiche più interessanti, c'è da sottolineare anche la progettazione di numerose alternative stilistiche e legature assai innovative per l'epoca.

## Utilizzo
L'Avant Garde è tuttora molto utilizzato. Esempi di rilievo sono i loghi di brand famosi come adidas, Meralco e del Massachusetts Institute of Technology; anche nella serie televisiva Stranger Things i nomi degli attori che compaiono durante i titoli di testa sono scritti con questo carattere.